# WTA Tour 2019
WTA Tour 2019 er den 49. sæson af WTA Tour, den professionelle tour for kvindelige tennisspillere, siden etableringen i 1971. Touren består af 53 almindelige turneringer fordelt i fire kategorier, samt de to sæsonafsluttende turneringer, WTA Finals og WTA Elite Trophy.

## Turneringer

### Kategorier og point
WTA Tour 2019 består af 53 almindelige turneringer fordelt i fire kategorier, samt de to sæsonafsluttende turneringer, WTA Finals og WTA Elite Trophy. Derudover indgår de fire grand slam-turneringer også i tourens kalender, og resultaterne opnået i de grand slam-turneringerne giver også point til WTA's verdensrangliste, selvom turneringerne ikke er en del af WTA Tour. Turneringerne er fordelt på følgende turneringskategorier med angivelse af de tilhørende ranglistepoint, spillerne opnår afhængig af deres resultater.
| Turneringskategori | Antal turneringer | Ranglistepoint i single | Ranglistepoint i single | Ranglistepoint i single | Ranglistepoint i single | Ranglistepoint i single                                | Ranglistepoint i single                                | Ranglistepoint i single                                | Ranglistepoint i single                                | Ranglistepoint i single                                | Ranglistepoint i single                                | Ranglistepoint i single                                | Ranglistepoint i single                                | Ranglistepoint i single                                | Ranglistepoint i double | Ranglistepoint i double | Ranglistepoint i double | Ranglistepoint i double | Ranglistepoint i double | Ranglistepoint i double | Ranglistepoint i double | Ranglistepoint i double | Ranglistepoint i double |
| Turneringskategori | Antal turneringer | Spillere                | V                       | F                       | 1/2                     | 1/4                                                    | 1/8                                                    | 1/16                                                   | 1/32                                                   | 1/64                                                   | Q                                                      | Q3                                                     | Q2                                                     | Q1                                                     | Antal par               | V                       | F                       | 1/2                     | 1/4                     | 1/8                     | 1/16                    | 1/32                    | Q                       |
| --- | ----------------- | ----------------------- | ----------------------- | ----------------------- | ----------------------- | ------------------------------------------------------ | ------------------------------------------------------ | ------------------------------------------------------ | ------------------------------------------------------ | ------------------------------------------------------ | ------------------------------------------------------ | ------------------------------------------------------ | ------------------------------------------------------ | ------------------------------------------------------ | ----------------------- | ----------------------- | ----------------------- | ----------------------- | ----------------------- | ----------------------- | ----------------------- | ----------------------- | ----------------------- |
| Grand slam * | 4                 | 128S                    | 2000                    | 1300                    | 780                     | 430                                                    | 240                                                    | 130                                                    | 70                                                     | 10                                                     | 40                                                     | 30                                                     | 20                                                     | 2                                                      | 64D                     | 2000                    | 1300                    | 780                     | 430                     | 240                     | 130                     | 10                      | 40                      |
| WTA Finals | 1                 | 8S                      | G+750                   | G+330                   | G+0                     | Gruppespil: 250 pr. spillet kamp + 250 pr. vundet kamp | Gruppespil: 250 pr. spillet kamp + 250 pr. vundet kamp | Gruppespil: 250 pr. spillet kamp + 250 pr. vundet kamp | Gruppespil: 250 pr. spillet kamp + 250 pr. vundet kamp | Gruppespil: 250 pr. spillet kamp + 250 pr. vundet kamp | Gruppespil: 250 pr. spillet kamp + 250 pr. vundet kamp | Gruppespil: 250 pr. spillet kamp + 250 pr. vundet kamp | Gruppespil: 250 pr. spillet kamp + 250 pr. vundet kamp | Gruppespil: 250 pr. spillet kamp + 250 pr. vundet kamp | 8D                      | 1500                    | 1080                    | 750                     | 375                     | -                       | -                       | -                       | -                       |
| WTA Elite Trophy | 1                 | 12S                     | G+460                   | G+200                   | G+0                     | Gruppespil: 40 pr. spillet kamp + 80 pr. vundet kamp   | Gruppespil: 40 pr. spillet kamp + 80 pr. vundet kamp   | Gruppespil: 40 pr. spillet kamp + 80 pr. vundet kamp   | Gruppespil: 40 pr. spillet kamp + 80 pr. vundet kamp   | Gruppespil: 40 pr. spillet kamp + 80 pr. vundet kamp   | Gruppespil: 40 pr. spillet kamp + 80 pr. vundet kamp   | Gruppespil: 40 pr. spillet kamp + 80 pr. vundet kamp   | Gruppespil: 40 pr. spillet kamp + 80 pr. vundet kamp   | Gruppespil: 40 pr. spillet kamp + 80 pr. vundet kamp   | -                       | -                       | -                       | -                       | -                       | -                       | -                       | -                       | -                       |
| WTA Premier Mandatory | 4                 | 96S                     | 1000                    | 650                     | 390                     | 215                                                    | 120                                                    | 65                                                     | 35                                                     | 10                                                     | 30                                                     | -                                                      | 20                                                     | 2                                                      | 28-32D                  | 1000                    | 650                     | 390                     | 215                     | 120                     | 10                      | -                       | -                       |
| WTA Premier Mandatory | 4                 | 60-64S                  | 1000                    | 650                     | 390                     | 215                                                    | 120                                                    | 65                                                     | 10                                                     | -                                                      | 30                                                     | -                                                      | 20                                                     | 2                                                      | 28-32D                  | 1000                    | 650                     | 390                     | 215                     | 120                     | 10                      | -                       | -                       |
| WTA Premier 5 | 5                 | 56S/64Q                 | 900                     | 585                     | 350                     | 190                                                    | 105                                                    | 60                                                     | 1                                                      | -                                                      | 30                                                     | 22                                                     | 15                                                     | 1                                                      | 28D                     | 900                     | 585                     | 350                     | 190                     | 105                     | 1                       | -                       | -                       |
| WTA Premier 5 | 5                 | 56S/32-48Q              | 900                     | 585                     | 350                     | 190                                                    | 105                                                    | 60                                                     | 1                                                      | -                                                      | 30                                                     | -                                                      | 20                                                     | 1                                                      | 28D                     | 900                     | 585                     | 350                     | 190                     | 105                     | 1                       | -                       | -                       |
| WTA Premier 700 | 12                | 48-56S                  | 470                     | 305                     | 185                     | 100                                                    | 55                                                     | 30                                                     | 1                                                      | -                                                      | 25                                                     | -                                                      | 13                                                     | 1                                                      | 16D                     | 470                     | 305                     | 185                     | 100                     | 1                       | -                       | -                       | -                       |
| WTA Premier 700 | 12                | 28-32S                  | 470                     | 305                     | 185                     | 100                                                    | 55                                                     | 1                                                      | -                                                      | -                                                      | 25                                                     | 18                                                     | 13                                                     | 1                                                      | 16D                     | 470                     | 305                     | 185                     | 100                     | 1                       | -                       | -                       | -                       |
| WTA International | 32                | 32S/32Q                 | 280                     | 180                     | 110                     | 60                                                     | 30                                                     | 1                                                      | -                                                      | -                                                      | 18                                                     | 14                                                     | 10                                                     | 1                                                      | 16D                     | 280                     | 180                     | 110                     | 60                      | 1                       | -                       | -                       | -                       |
| WTA International | 32                | 32S/16Q                 | 280                     | 180                     | 110                     | 60                                                     | 30                                                     | 1                                                      | -                                                      | -                                                      | 18                                                     | -                                                      | 12                                                     | 1                                                      | 16D                     | 280                     | 180                     | 110                     | 60                      | 1                       | -                       | -                       | -                       |
| Note * Grand slam-turneringerne er ikke en del af WTA Tour, men de er en del af tourens kalender og giver point til WTA's verdensrangliste. |                   |                         |                         |                         |                         |                                                        |                                                        |                                                        |                                                        |                                                        |                                                        |                                                        |                                                        |                                                        |                         |                         |                         |                         |                         |                         |                         |                         |                         |

## Kalender
| Uge | Dato              | Værtsby          | Turnering                                   | Kategori              | Underlag      | Deltagere         | Præmiesum     | TFC         |
| --- | ----------------- | ---------------- | ------------------------------------------- | --------------------- | ------------- | ----------------- | ------------- | ----------- |
| 1 | 31. december 2018 | Brisbane         | Brisbane International                      | WTA Premier 700       | Hardcourt     | 30S / 32Q / 16D   | $ 899.500     | $ 1.000.000 |
| 1 | 31. december 2018 | Shenzhen         | Shenzhen Open                               | WTA International     | Hardcourt     | 32S / 16Q / 16D   | $ 626.750     | $ 750.000   |
| 1 | 31. december 2018 | Auckland         | ASB Classic                                 | WTA International     | Hardcourt     | 32S / 32Q / 16D   | $ 226.750     | $ 250.000   |
| 2 | 7. januar         | Sydney           | Sydney International                        | WTA Premier 700       | Hardcourt     | 30S / 24Q / 16D   | $ 757.900     | $ 823.000   |
| 2 | 7. januar         | Hobart           | Hobart International                        | WTA International     | Hardcourt     | 32S / 24Q / 16D   | $ 226.750     | $ 250.000   |
| 3-4 | 14. januar        | Melbourne        | Australian Open                             | Grand slam *          | Hardcourt     | 128S / 128Q / 64D | A$ 28.487.000 | -           |
| 5 | 28. januar        | Sankt Petersborg | St. Petersburg Ladies' Trophy               | WTA Premier 700       | Hardcourt (i) | 28S / 32Q / 16D   | $ 757.900     | $ 823.000   |
| 5 | 28. januar        | Hua Hin          | Toyota Thailand Open presented by E@        | WTA International     | Hardcourt     | 32S / 24Q / 16D   | $ 226.750     | $ 250.000   |
| 6 | 4. februar        |                  | Fed Cup, 1. runde **                        |                       |               | -                 | -             | -           |
| 7 | 11. februar       | Doha             | Qatar Total Open                            | WTA Premier 700       | Hardcourt     | 28S / 32Q / 16D   | $ 851.031     | $ 916.131   |
| 8 | 18. februar       | Dubai            | Dubai Duty Free Tennis Championships        | WTA Premier 5         | Hardcourt     | 56S / 32Q / 28D   | $ 2.527.250   | $ 2.828.000 |
| 8 | 18. februar       | Budapest         | Hungarian Ladies' Open                      | WTA International     | Hardcourt (i) | 32S / 24Q / 16D   | $ 226.750     | $ 250.000   |
| 9 | 25. februar       | Acapulco         | Abierto Mexicano Telcel presentado por HSBC | WTA International     | Hardcourt     | 32S / 24Q / 16D   | $ 226.750     | $ 250.000   |
| 10-11 | 4. marts          | Indian Wells     | BNP Paribas Open                            | WTA Premier Mandatory | Hardcourt     | 96S / 48Q / 32D   | $ 8.359.455   | $ 9.035.428 |
| 12-13 | 18. marts         | Miami            | Miami Open presented by Itaú                | WTA Premier Mandatory | Hardcourt     | 96S / 48Q / 32D   | $ 8.359.455   | $ 9.035.428 |
| 14 | 1. april          | Charleston       | Volvo Car Open                              | WTA Premier 700       | Grus          | 56S / 32Q / 16D   | $ 757.900     | $ 823.000   |
| 14 | 1. april          | Monterrey        | Abierto GNP Seguros                         | WTA International     | Hardcourt     | 32S / 32Q / 16D   | $ 226.750     | $ 250.000   |
| 15 | 8. april          | Lugano           | Samsung Open                                | WTA International     | Grus          | 32S / 24Q / 16D   | $ 226.750     | $ 250.000   |
| 15 | 8. april          | Bogota           | Claro Open Colsanitas                       | WTA International     | Grus          | 32S / 24Q / 16D   | $ 226.750     | $ 250.000   |
| 16 | 15. april         |                  | Fed Cup, semifinaler og playoff **          |                       |               | -                 | -             | -           |
| 17 | 22. april         | Stuttgart        | Porsche Tennis Grand Prix                   | WTA Premier 700       | Grus (i)      | 28S / 32Q / 16D   | $ 820.977     | $ 886.077   |
| 17 | 22. april         | Istanbul         | TEB BNP Paribas Istanbul Cup                | WTA International     | Grus          | 32S / 24Q / 16D   | $ 226.750     | $ 250.000   |
| 18 | 29. april         | Prag             | J&T Banka Prague Open                       | WTA International     | Grus          | 32S / 32Q / 16D   | $ 226.750     | $ 250.000   |
| 18 | 29. april         | Rabat            | Grand Prix de SAR la Princesse Laila Meryem | WTA International     | Grus          | 32S / 32Q / 16D   | $ 226.750     | $ 250.000   |
| 19 | 6. maj            | Madrid           | Mutua Madrid Open                           | WTA Premier Mandatory | Grus          | 64S / 32Q / 28D   | € 6.536.160   | € 7.021.128 |
| 20 | 13. maj           | Rom              | Internazionali BNL d'Italia                 | WTA Premier 5         | Grus          | 56S / 32Q / 28D   | $ 3.151.788   | $ 3.452.538 |
| 21 | 20. maj           | Nürnberg         | Nürnberger Versicherungscup                 | WTA International     | Grus          | 32S / 24Q / 16D   | $ 226.750     | $ 250.000   |
| 21 | 20. maj           | Strasbourg       | Internationaux de Strasbourg                | WTA Internatinal      | Grus          | 32S / 24Q / 16D   | $ 226.750     | $ 250.000   |
| 22-23 | 27. maj           | Paris            | Roland-Garros                               | Grand slam *          | Grus          | 128S / 96Q / 64D  | € 19.754.000  | -           |
| 24 | 10. juni          | Nottingham       | Nature Valley Open                          | WTA International     | Græs          | 32S / 24Q / 16D   | $ 226.750     | $ 250.000   |
| 24 | 10. juni          | 's-Hertogenbosch | Libema Open                                 | WTA International     | Græs          | 32S / 24Q / 16D   | $ 226.750     | $ 250.000   |
| 25 | 17. juni          | Birmingham       | Nature Valley Classic                       | WTA Premier 700       | Græs          | 32S / 32Q / 16D   | $ 941.163     | $ 1.006.263 |
| 25 | 17. juni          | Santa Ponça      | Mallorca Open                               | WTA International     | Græs          | 32S / 24Q / 24D   | $ 226.750     | $ 250.000   |
| 26 | 24. juni          | Eastbourne       | Nature Valley International                 | WTA Premier 700       | Græs          | 48S / 24Q / 16D   | $ 933.612     | $ 998.712   |
| 27-28 | 1. juli           | London           | Wimbledon-mesterskaberne                    | Grand slam *          | Græs          | 128S / 128Q / 64D | £             | -           |
| 29 | 15. juli          | Bukarest         | Bucharest Open                              | WTA International     | Grus          | 32S / 32Q / 16D   | $ 226.750     | $ 250.000   |
| 29 | 15. juli          | Lausanne         | Ladies' Championship Lausanne               | WTA International     | Grus          | 32S / 24Q / 16D   | $ 226.750     | $ 250.000   |
| 30 | 22. juli          | Jurmala          | Baltic Open                                 | WTA International     | Grus          | 32S / 24Q / 16D   | $ 226.750     | $ 250.000   |
| 30 | 22. juli          | Palermo          | Palermo Ladies' Open                        | WTA International     | Grus          | 32S / 24Q / 16D   | $ 226.750     | $ 250.000   |
| 31 | 29. juli          | San Jose         | Silicon Valley Classic                      | WTA Premier 700       | Hardcourt     | 28S / 16Q / 16D   | $ 811.083     | $ 876.183   |
| 31 | 29. juli          | Washington D.C.  | Citi Open                                   | WTA International     | Hardcourt     | 32S / 16Q / 16D   | $ 226.750     | $ 250.000   |
| 32 | 5. august         | Toronto          | Rogers Cup                                  | WTA Premier 5         | Hardcourt     | 56S / 48Q / 28D   | $ ?           | $ ?         |
| 33 | 12. august        | Mason            | Western & Southern Open                     | WTA Premier 5         | Hardcourt     | 56S / 48Q / 28D   | $ ?           | $ ?         |
| 34 | 19. august        | ?                | ?                                           | WTA International     | Hardcourt     |                   | $ ?           | $ ?         |
| 35-36 | 26. august        | New York City    | US Open                                     | Grand slam *          | Hardcourt     | 128S / 128Q / 64D | $ ?           | -           |
| 37 | 9. september      | Zhengzhou        | Zhengzhou Women's Tennis Open               | WTA Premier 700       | Hardcourt     | 28S / 32Q / 16D   | $ ?           | $ ?         |
| 37 | 9. september      | Québec           | Coupe Banque Nationale                      | WTA International     | Hardcourt (i) | 32S / 24Q / 16D   | $ 226.750     | $ 250.000   |
| 37 | 9. september      | Hiroshima        | Hana-cupid Japan Women's Open               | WTA International     | Hardcourt     | 32S / 16Q / 16D   | $ 226.750     | $ 250.000   |
| 37 | 9. september      | Nanchang         | Jiangxi Open                                | WTA International     | Hardcourt     | 32S / 24Q / 16D   | $ 226.750     | $ 250.000   |
| 38 | 16. september     | Tokyo            | Toray Pan Pacific Open                      | WTA Premier 700       | Hardcourt (i) | 28S / 24Q / 16D   | $ ?           | $ ?         |
| 38 | 16. september     | Guangzhou        | Guangzhou Open                              | WTA International     | Hardcourt     | 32S / 24Q / 16D   | $ 226.750     | $ 250.000   |
| 38 | 16. september     | Seoul            | Korea Open                                  | WTA International     | Hardcourt     | 32S / 24Q / 16D   | $ 226.750     | $ 250.000   |
| 39 | 23. september     | Wuhan            | Wuhan Open                                  | WTA Premier 5         | Hardcourt     | 56S / 32Q / 28D   | $ ?           | $ ?         |
| 39 | 23. september     | Tasjkent         | Tashkent Open                               | WTA International     | Hardcourt     | 32S / 16Q / 16D   | $ 226.750     | $ 250.000   |
| 40 | 30. september     | Beijing          | China Open                                  | WTA Premier Mandatory | Hardcourt     | 60S / 32Q / 28D   | $ ?           | $ ?         |
| 41 | 7. oktober        | Hongkong         | Prudential Hong Kong Tennis Open            | WTA International     | Hardcourt     | 32S / 24Q / 16D   | $ 426.750     | $ 500.000   |
| 41 | 7. oktober        | Tianjin          | Tianjin Open                                | WTA International     | Hardcourt     | 32S / 24Q / 16D   | $ 426.750     | $ 500.000   |
| 41 | 7. oktober        | Linz             | Upper Austria Ladies' Linz                  | WTA International     | Hardcourt (i) | 32S / 32Q / 16D   | $ 226.750     | $ 250.000   |
| 42 | 14. oktober       | Moskva           | VTB Kremlin Cup                             | WTA Premier 700       | Hardcourt (i) | 28S / 32Q / 16D   | $ ?           | $ ?         |
| 42 | 14. oktober       | Luxembourg       | BGL BNP Paribas Luxembourg Open             | WTA International     | Hardcourt (i) | 32S / 32Q / 16D   | $ 226.750     | $ 250.000   |
| 43 | 21. oktober       | Zhuhai           | WTA Elite Trophy                            | WTA Elite Trophy      | Hardcourt     | 12S / 6D          | $ ?           | -           |
| 44 | 28. oktober       | Shenzhen         | WTA Finals Shenzhen                         | WTA Finals            | Hardcourt (i) | 8S / 8D           | $ ?           | -           |
| 45 | 4. november       |                  | Fed Cup-finale *                            |                       |               | -                 | -             | -           |
| Noter * Grand slam-turneringerne er ikke en del af WTA Tour, men de er en del af tourens kalender og giver point til WTA's verdensrangliste. ** Fed Cup er ikke en del af WTA Tour, men turneringen er er en del af tourens kalender. |                   |                  |                                             |                       |               |                   |               |             |